# Rue du Vieux-Faubourg
La rue du Vieux-Faubourg est une rue de Lille, dans le Nord, en France. 

## Description
La rue du Vieux-Faubourg est située dans le quartier de Lille-Centre, à proximité de la gare de Lille-Flandres. C'est une voie qui relie la place des Reignaux à la rue des Canonniers en débouchant sur la place Saint-Hubert. 
Elle est desservie par la rue du Lombard, la rue des "Buisses" et la rue à Fiens.
Elle est accessible depuis le métro, via la première ligne et la ligne deux  en sortant à la station Gare Lille-Flandres. Elle est également accessible depuis la gare de Lille-Flandres.

## Origine du nom
La rue tire son nom du développement d'un faubourg sur la route de Roubaix à l'extérieur de l'enceinte médiévale de Lille en sortie de la porte des Reignaux qui était située au nord de la place des Reignaux, approximativement à l'angle de la rue des Buisses et de la rue à Fiens. À partir de l'agrandissement de 1617-1622, ce faubourg entre dans le nouveau périmètre de la ville d'où la dénomination de la rue.

## Historique
La rue qui était une voie de communication importante jusqu'au début du XVIe siècle, se termine ensuite rue Saint-Hubert face au rempart construit de 1617 à 1622 en remplacement de l'enceinte datant de la fin du XIIe siècle ou début du XIIIe siècle.
À partir de cette époque, la circulation est reportée rue de Roubaix qui donne accès à la porte de Roubaix.

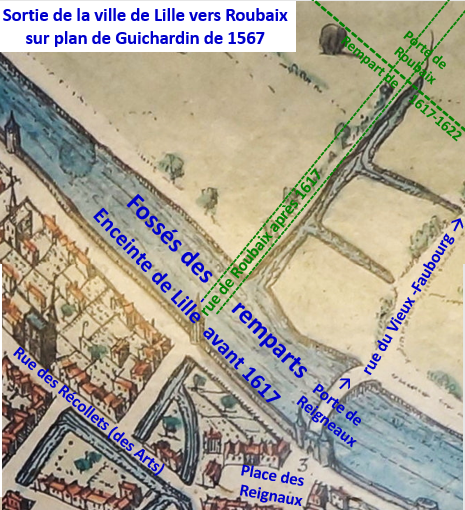
Sortie de Lille vers Roubaix sur plan Guichardin de 1567 avec indication des rues du Vieux Faubourg et de Roubaix après l'agrandissement de 1617-1622
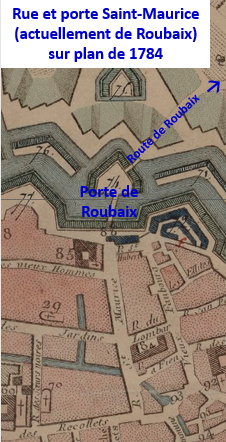
Sortie de Lille vers Roubaix sur plan de 1784. La rue du Vieux-Faubourg débouche rue Saint-Hubert face au rempart.

À la suite de cet agrandissement, un quartier très dense est construit dans le périmètre compris entre la rue du Vieux-Faubourg, la rue sans pavé (voie actuellement englobée dans un ensemble d'immeubles de bureaux), le rempart et les casernes Saint-Maurice (actuelle caserne Souham). 
Cet ilot comprenait des courées parmi les plus insalubres où s'entassait au XIXe siècle une population ouvrière. La cour des Élites, (nom qui est la déformation de « Littes », panneaux sur lesquels étaient posées les pièces de tissus après fabrication), sur laquelle donnaient cinq courettes en cul-de-sac de 2 mètres de large qui existaient en 1695, était la plus sinistre. Un enquêteur y constate en 1887 «des misères indicibles».
Des immeubles sont partiellement détruits lors des bombardements du siège d'octobre 1914. La rue est cependant moins touchée que d'autres secteurs proches, autour de la place de la gare.
À la suite du déclassement de la place fortifiée de Lille en 1919, une ouverture pratiquée à la fin des années 1930 dans l'enceinte à l'extrémité de la rue entre la caserne Souham et la rue Saint-Hubert donne passage à une voie ouverte à la circulation rejoignant la rue du Faubourg de Roubaix au-delà de la porte de Roubaix.
La partie du quartier des Élites à l'extrémité de la rue jouxtant la caserne est démolie peu après la Seconde Guerre mondiale et reste un terrain vague.

Évolution du site de la Porte de Roubaix jusqu’aux années 1950
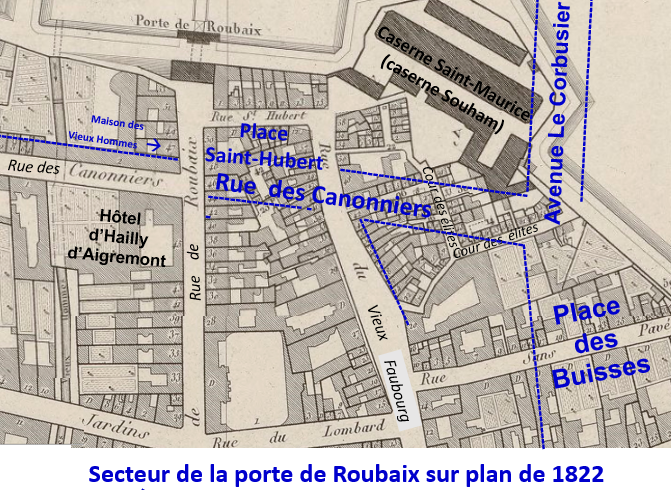
Secteur de la Porte de Roubaix en 1822 avec indication des voies actuelles
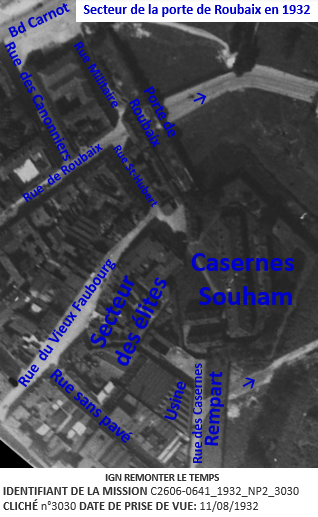
Secteur porte de Roubaix sur photo aérienne de 1932
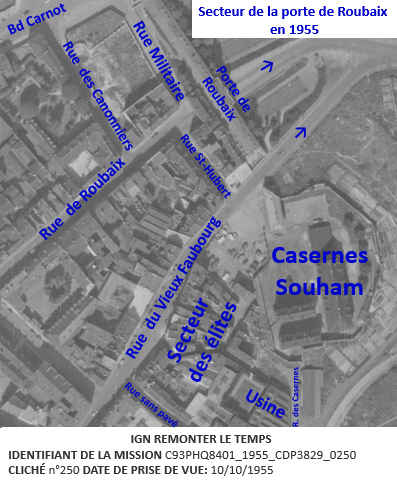
Secteur porte de Roubaix sur photo aérienne de 1955

La rue des Canonniers qui se terminait rue de Roubaix est prolongée au début des années 1980 jusqu'à la place des Buisses puis l'ilot du quartier des  Élites subsistant entre cette rue prolongée et l'étroite rue Saint-Hubert est rasé en 1986, dégageant un espace devenu la  place Saint-Hubert.
Au cours des années 1990, le passage routier ouvert à la fin des années 1930 à l'extrémité de la rue est supprimé lors de l'aménagement d'Euralille ce qui reporte la circulation sur l'avenue Le Corbusier. La porte de Roubaix est en même temps fermée à la circulation motorisée, ne conservant qu'un accès piétons  au parc Henri Matisse.
Les maisons du quartier des Élites, datant pour la plupart des XVIIe siècle et XVIIIe siècle, délabrées et abandonnées depuis les années 1960 dans l'attente de leur démolition, sont rasées au cours de ces opérations d'urbanisme et également pour construire des immeubles de bureaux, notamment le siège de la banque Scalbert-Dupont devenue CIC Nord-Ouest.
- Évolution du site de la Porte de Roubaix à la fin du XXe siècle et au début du XXIe siècle

Évolution du site de la Porte de Roubaix à la fin du XX et au début du XXI
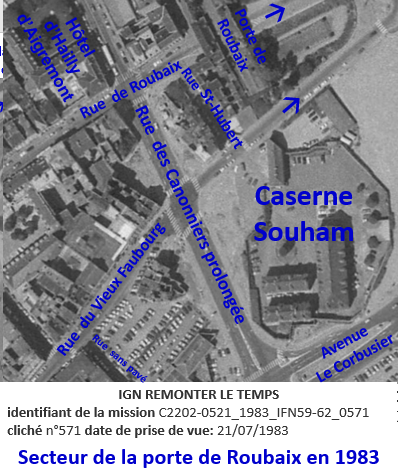
1983. Rue des Canonniers prolongée. Secteur des Élites démoli sauf 2 ilots devant la rue Saint-Hubert et à l'extrémité de la rue du Vieux-Faubourg
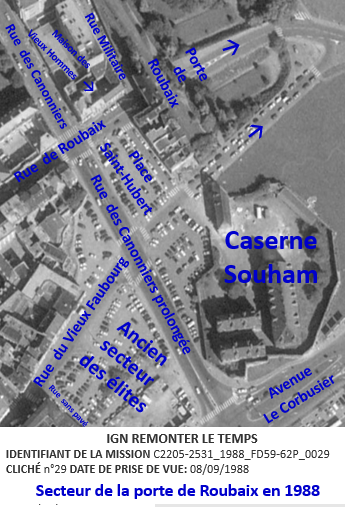
1988. Les maisons devant la rue Saint-Hubert sont démolies créant la place Saint-Hubert. Les terrains de l'ancien quartier des Élites sont des parkings
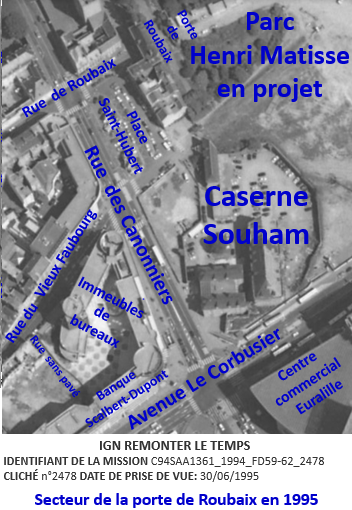
1995. Les immeubles de bureaux sont construits. Le passage routier à l'extrémité de la rue est fermé en prévision de l'aménagement du parc Henri Matisse
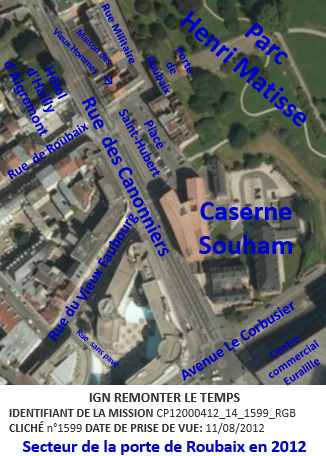
Secteur porte de Roubaix sur photo aérienne de 2012

## Bâtiments remarquables et lieux de mémoire

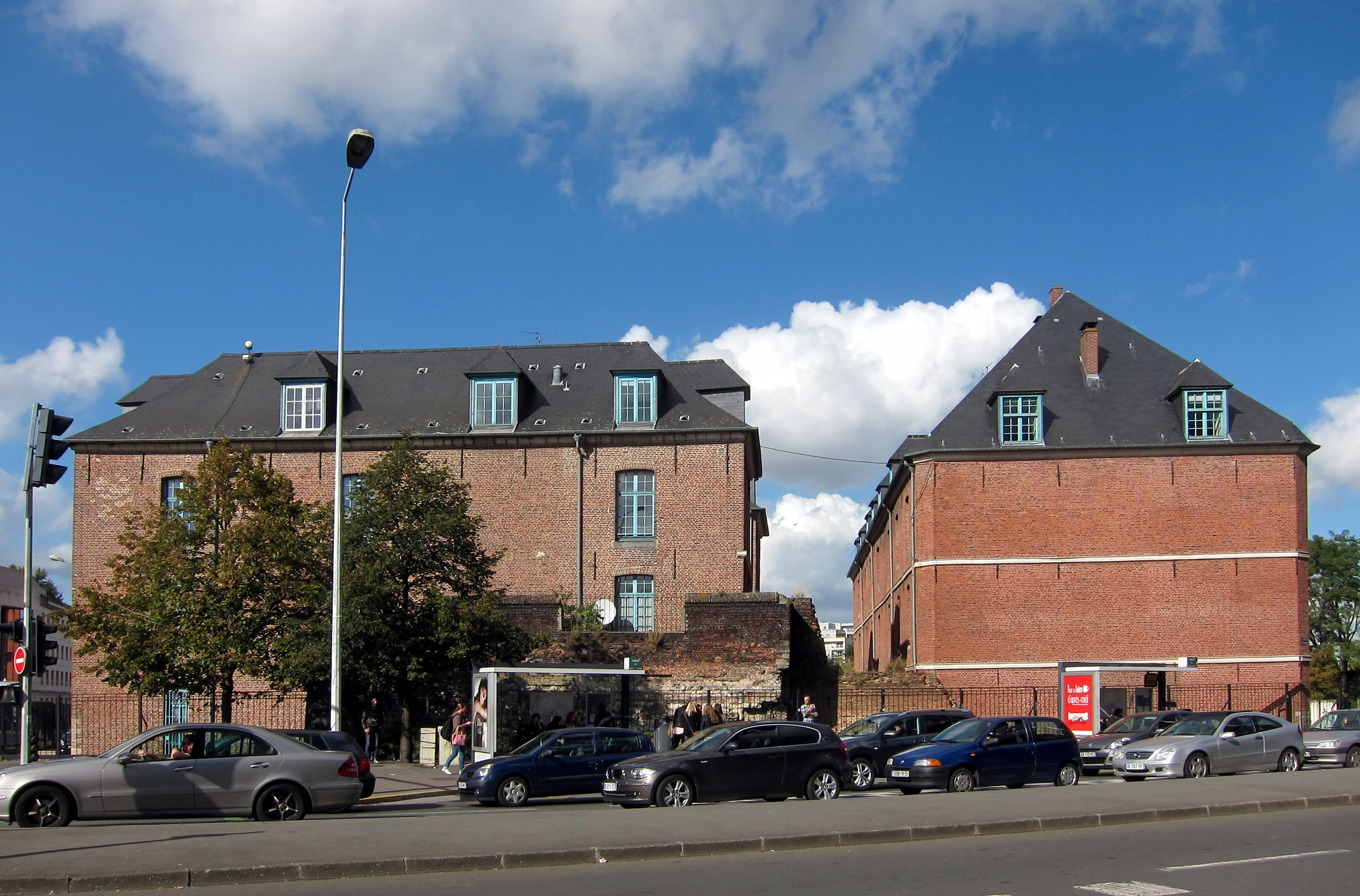
La caserne Souham

La rue aboutit place Saint-Hubert proche d'un bastion de l'ancienne enceinte fortifiée de 1617-1622 où sont établies les casernes Saint-Maurice, actuelle caserne Souham, aujourd'hui occupée par les locaux du CNRS.